# Кінг-Джордж (округ, Вірджинія)
Шаблон:StateAbbr_ 38°16′ пн. ш. 77°09′ зх. д. / 38.26° пн. ш. 77.15° зх. д.
Округ Кінг-Джордж (англ. King George County) — округ (графство) у штаті Вірджинія, США. Ідентифікатор округу 51099.

## Історія
Округ утворений 1720 року.

## Демографія
За даними перепису 2000 року загальне населення округу становило 16803 осіб, усе сільське. Серед мешканців округу чоловіків було 8443, а жінок — 8360. В окрузі було 6091 домогосподарство, 4524 родин, які мешкали в 6820 будинках. Середній розмір родини становив 3,12.
Віковий розподіл населення поданий у таблиці:
| Стать    | До 15 років | 15-21 | 22-29 | 30-39 | 40-49 | 50-65 | 65-85 | Понад 85 |
| -------- | ----------- | ----- | ----- | ----- | ----- | ----- | ----- | -------- |
| Чоловіки | 2004        | 858   | 794   | 1424  | 1306  | 1328  | 675   | 54       |
| Жінки    | 1914        | 738   | 805   | 1406  | 1347  | 1269  | 751   | 130      |

## Виноски
1. ↑  https://www.lva.virginia.gov/public/local/locality.asp?CountyID=VA143
2. ↑  Census of Population and Housing. Census.gov. Архів оригіналу за 26 квітня 2015. Процитовано 4 червня 2016.
3. ↑  American FactFinder. Бюро перепису населення США. Архів оригіналу за 29 липня 2011. Процитовано 31 січня 2008.

| США | Це незавершена стаття з географії США. Ви можете допомогти проєкту, виправивши або дописавши її. |